# Argulus sindhensis
Argulus sindhensis is een visluizensoort uit de familie van de Argulidae. De wetenschappelijke naam van de soort is voor het eerst geldig gepubliceerd in 2010 door Mahar & Jafri.